# HK Jenisej Krasnojarsk
HK Jenisej Krasnojarsk (ryska: ХК Енисей Красноярск) är en rysk bandyklubb, som spelar i den Ryska superligan. Laget kommer från staden Krasnojarsk, den tredje största staden i Sibirien.

## Historia
Jenisejs storhetstid var under 1980-talet då man vann samtliga mästerskapstitlar, samt även två World Cup-titlar och sex Europacuptitlar. Lagets kanske två viktigaste spelare genom tiderna har varit far och son Sergej Lomanov.

## Spelartruppen 2012/2013
Jenisejs trupp säsongen 2012/2013:
- Tränare: Andrej Pasjkin,  Ryssland

| Pos. | Nr | Spelare              | Nationalitet         |
| ---- | -- | -------------------- | -------------------- |
| MV   | 1  | Roman Tjernych       | Ryssland             |
| MV   | 31 | Artiom Dranitjnikov  | Ryssland             |
| MV   | 79 | Vjatjeslav Lisakov   | Ryssland             |
| F    | 13 | Ivan Sjtjeglov       | Ryssland             |
| F    | 15 | Alan Dzjusojev       | Ryssland             |
| F    | 24 | Jurij Vikulin        | Ryssland             |
| F    | 27 | Artiom Ivanov        | Ryssland             |
| F    | 55 | Michail Prokopjev    | Ryssland             |
| F    | 91 | Artiom Achmetzijanov | Ryssland             |
| F    | 92 | Dmitrij Makarov      | Ryssland             |
| MF   | 8  | Ivan Sjevtsov        | Ryssland             |
| MF   | 9  | Dmitrij Zavidovskij  | Ryssland Kazakstan   |
| MF   | 10 | Vadim Tjernov        | Ryssland             |
| MF   | 11 | Jevgenij Sjvetsov    | Ryssland             |
| MF   | 16 | Anton Naguljak       | Ryssland             |
| MF   | 19 | Oleg Tolstichin      | Ryssland             |
| MF   | 23 | Jevgenij Chvalko     | Ryssland Vitryssland |
| MF   | 33 | Andrej Prokopijev    | Ryssland             |
| MF   | 41 | Jegor Jegoritjev     | Ryssland             |
| FW   | 5  | Artiom Bondarenko    | Ryssland             |
| FW   | 7  | Sergej Lomanov Jr    | Ryssland             |
| FW   | 17 | Aleks Sadosvkij      | Ryssland             |
| FW   | 20 | Vjatjeslav Sjvetsov  | Ryssland             |
| FW   | 21 | Denis Lapsjin        | Ryssland             |
| FW   | 99 | Anton Chrapenkov     | Ryssland             |